# Laumontita
La laumontita es un mineral de la clase 9 (silicatos), según la clasificación de Strunz, grupo de las zeolitas. Es un aluminosilicato  hidratado de calcio.
Fue descubierto por primera vez en 1785 por el mineralogista francés Gillet de Laumont (1747-1834) en una mina de plomo cerca de la comunidad francesa de Huelgoat (Bretaña). Descrito y nombrado el mineral 1803 por Abraham Gottlob Werner por su descubridor, pero por primera vez con la ortografía lomonit para reproducir la pronunciación francesa onomatopéyica. Le dieron el nombre de lomonite por R. Jameson (Sistema de Mineralogía), en 1805, y laumonite por el mineralogista René Just Haüy en 1809. El actual nombre fue dado por K. C. von Leonhard (Handbuch der Oryktognosie) en 1821.

## Propiedades físicas y químicas
La laumontita aparece como cristales sencillos, de un tamaño que puede alcanzar varios centímetros, que originalmente pueden ser incoloros, y traslúcidos, pero rápidamente pasan a blanco y opacos. El proceso se produce porque el mineral pierde su agua de hidratación con mucha facilidad, incluso a temperatura ambiente, rompiéndose finalmente los cristales hasta quedar reducidos a polvo.

## Formación y yacimientos
Se forma por fenómenos hidrotermales de baja temperatura, en pegmatitas, rocas volcánicas y rocas metamórficas. Suele aparecer asociada a otras zeolitas, prehnita, calcita y cuarzo. Es un mineral muy común, conocido en varios centenares de yacimientos. En España aparecen cristales de gran tamaño en las canteras de granito del municipio de Valdemanco, en la provincia de Madrid. También se encuentra en las canteras de Cadalso de los Vidrios, en la misma provincia, y en las lavas almohadilladas de Rigoitia (Vizcaya).